# 都市猎人
《都市猎人》，又名《失踪丈夫》，1989年上映的香港電影，由葉天行執導，王祖賢、萬梓良、冼宝华、吴家丽、黎明及方剛演出，這也是葉天行首部執導的電影。

## 劇情
電影以懸疑驚慄為題材，故事講述雷茵和丈夫葉思昌婚姻失和，丈夫經常徹夜不歸，丈夫一度失蹤，報警之後丈夫才又出現，但阿茵認為丈夫已不是同一個人，後來阿茵身邊的人又相繼離奇死亡。

## 角色
- 雷茵（王祖賢飾演），葉思昌的妻子，婚後生活富足，但婚姻失和，丈夫一度失蹤後返家，因認為丈夫不是同一個人，認定精神有問題，後來又發現丈夫和表姐阿玲的外遇。
- 葉思昌（萬梓良飾演），雷茵的丈夫，婚後常打罵雷茵，經常徹夜不歸，和雷茵表姐阿玲的外遇被雷茵發現。
- 趙明（黎明飾演），是一名醫師，之前曾和阿茵交往，後來得知阿茵丈夫外遇後，希望和阿茵再續前緣，未獲接受，後來身亡。
- 阿玲，雷茵的表姊，葉思昌的外遇對象，後來和葉思昌外遇被雷茵發現，阿玲外出喝酒澆愁，被殺死在小巷中。

## 外部連結
- 香港影庫上《都市猎人》的資料（繁體中文）
- 时光网上《都市猎人》的資料（简体中文）
- 豆瓣电影上《都市猎人》的資料 （简体中文）
- 互联网电影数据库（IMDb）上《都市猎人》的资料（英文）